# Bentartia cinerea
Bentartia cinerea es una especie de pez de la familia Zoarcidae en el orden de los perciformes.

## Observaciones
Es inofensivo para los humanos. 